# Правительство Грузинской Демократической Республики в изгнании
Национальное Правительство Грузии (НПГ), или Правительство Грузинской Демократической Республики в изгнании — правительство в изгнании, сформированное парламентом Демократической Республики Грузия после его эмиграции из Грузии в результате установления в ней власти большевиков в 1921 году.

## История

### Исход из Грузии
После того, как стало ясно, что война с большевиками полностью проиграна, Учредительное собрание Грузии под председательством Карло Чхеидзе, проголосовало на своей последней сессии, состоявшейся в Батуми 18 марта 1921 года, об образовании правительства в эмиграции под председательством Ноя Жордании. В тот же день члены правительства, а также ряд депутатов Учредительного собрания Грузии, несколько офицеров и членов их семей отправились на борт корабля Ernest Renan, на котором сначала добрались до Стамбула, а затем до Франции, чьё правительство предоставило грузинским эмигрантам политическое убежище.

### Подготовка восстания 1924 года
Используя средства из правительственной казны, эмигрантами был приобретён участок земли в 5 га вокруг «замка» (на самом деле, охотничьего домика) в Левиль-сюр-Орж, небольшом городке, расположенном недалеко от Парижа. Левиль был объявлен официальной резиденцией правительства в изгнании. Хотя эмигранты испытывали постоянную нехватку денег, правительство Жордании поддерживало тесные контакты со всё ещё популярной Социал-демократической партиeй и другими антисоветскими организациями в самой Грузии, и, таким образом, представляло определённые неудобства для советской власти. НПГ оказывало поддержку Комитету по вопросам независимости Грузии, межпартийному блоку в Грузии, в его борьбе против большевистского режима, кульминационной точкой которой стало Августовское восстание 1924 года. До начала восстания Ной Хомерики, министр сельского хозяйства в изгнании, Бения Чхиквишвили, бывший мэр Тбилиси, и Валико Джугели, бывший командир Народной гвардии, тайно вернулись в Грузию, но были арестованы и вскоре казнены сотрудниками ОГПУ.

### Внимание международного сообщества к Грузии
НПГ предприняло целый ряд попыток привлечь международное внимание к грузинскому вопросу. Несколько меморандумов о поддержке независимости Грузии были отправлены британскому, французскому и итальянскому правительствам, а также в Лигу Наций, которая приняла две резолюции, в 1922 и 1924 годах, в поддержку суверенитета Грузии. В целом, однако, мировая общественность пренебрегала фактом насильственного установления советской власти в Грузии. 27 марта 1921 года руководство грузинского правительства выступило с обращением из своей временной резиденции в Стамбуле ко «всем социалистическим партиям и рабочим организациям» мира, с протестом против вторжения в Грузию. Призыв остался неуслышанным. Единственным заметным сторонником грузинской независимости был сэр Оливер Уордроп, дипломат и эксперт в области грузинской культуры.

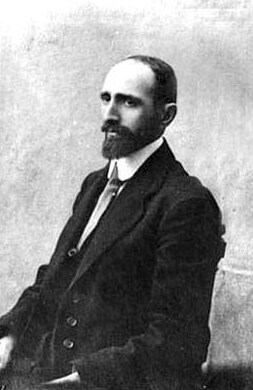
Ной Рамишвили, председатель первого правительства Грузии

### Смерть Карло Чхеидзе и Ноя Рамишвили
Надежды грузинских эмигрантов о помощи со стороны великих держав постепенно начали исчезать.
Тяжелой потерей для грузинской эмиграции была смерть Карло Чхеидзе — измученный туберкулёзом, он покончил жизнь самоубийством в 1926 году. Ной Рамишвили, один из самых энергичных политиков и председатель первого правительства Демократической Республики Грузии, был убит большевистским агентом в 1930 году.

### Проникновение советских спецслужб в круги грузинской эмиграции
Существует документально не подтвержденное мнение, будто агенты советской разведки сумели проникнуть в эмигрантские круги благодаря деятельности Лаврентия Берии, который якобы лично развернул в них разведывательную сеть, успешно функционировавшую как до, так и после Второй мировой войны. 

## Политика

### Дипломатическое признание

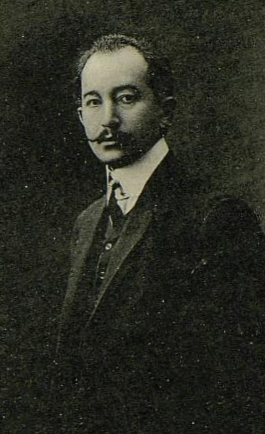
Евгений Гегечкори, глава Национального Правительства Грузии в изгнании в 1953―1954 гг.

После эмиграции правительства Грузинской Демократической Республики и образовании Грузинской ССР возник вопрос о признании правительства для иностранных государств, которые де-юре признали независимость Грузии до установления советской власти. Некоторые страны, в частности Либерия и Мексика, признали ДРГ, когда её правительство уже находилось в изгнании, 28 марта 1921 года и 12 мая 1921 года, соответственно. НПГ продолжало признаваться в течение некоторого времени в качестве «законного правительства Грузии» Бельгией, Соединенном Королевством, Францией и Польшей. НПГ было в состоянии поддерживать посольство в Париже до 1933 года (которым руководил Сосипатр Асатиани и которое было закрыто после заключения франко-советского пакта о ненападении 29 ноября 1932 года). НПГ и его главный союзник в Европе, Международный комитет по вопросам Грузии, председателем которого был Жан Мартен, директор газеты Journal de Genève, позже начали кампанию против вступления СССР в Лигу Наций, которое, тем не менее, состоялось в сентябре 1934 года. После этого НПГ фактически прекратило свою деятельность.

### Главы Национального Правительства Грузии в изгнании
- 1921— 1953 — Ной Жордания (1868— 1953)
- 1953— 1954 — Евгений Гегечкори (1881— 1954)